# Рон Ливингстон
Роналд Џозеф Ливингстон (енгл. Ronald Joseph Livingston; рођен у Сидар Репидсу, Ајова, 5. јуна 1967), амерички је позоришни, филмски и ТВ глумац и продуцент.
Ливингстон је познат гледаоцима у бројним улогама: незадовољни корпоративни службеник у филму Канцеларијски простор; писац, један од удварача Кери Бредшоу у ТВ серији Секс и град; Капетан Луис Никсон у авантуристичкој ратној мини серији Браћа по оружју; ФБИ посредник Мет Фленери из серије Преговарачи; инжењер летења Медок Донер у научнофантастичној серији Пркосећи гравитацији; као и Хенри Ален у филму Флеш.